# Konio
 (mars 2024).
Konio est un village de la commune rurale de Dandougou Fakala dans le cercle de Djenné dans la région de Mopti au Mali. Le marché qui se tient dans le village le samedi dessert de nombreux villages de la région environnante.